# Binghamia parrhasius
Binghamia parrhasius är en fjärilsart som beskrevs av Tutt 1908. Binghamia parrhasius ingår i släktet Binghamia och familjen tjockhuvuden. Inga underarter finns listade i Catalogue of Life.